# Clovia flaviscutellata
Clovia flaviscutellata är en insektsart som beskrevs av Schmidt 1922. Clovia flaviscutellata ingår i släktet Clovia och familjen spottstritar. Inga underarter finns listade i Catalogue of Life.